# 罪火
『罪火』（ざいか）は、大門剛明による日本の推理小説。2009年に角川書店より刊行された。2014年に「水曜ミステリー9」（テレビ東京）で名取裕子主演でテレビドラマ化された。
犯罪の被害者と加害者が一堂に会し、別の解決の糸口を探る修復的司法の活動に携わる女性が、自らの娘を殺されたことで、自身の活動に懐疑的になりながらも、「償う」とは何かを追求していく社会派推理作品。形式としては倒叙ものにあたる。

## テレビドラマ
2014年12月10日、テレビ東京系列「水曜ミステリー9」で放送された。

### キャスト
- 町村理絵 - 名取裕子
- 若宮忍 - 駿河太郎
- 原口ゆかり - 黒川芽以
- 森岡雅博 - 斎藤歩
- 町村花歩 - 美山加恋
- 中村富雄 - 伊藤洋三郎
- 町村智人 - 相馬眞太
- 岸本洋介 - 森岡龍
- 佐久間良二 - 清水優
- 高橋正行 - 中野剛
- 水元忠 - 日向丈
- 田中庄治 - 不破万作
- 八木沼忠志 - 山崎一
- 折橋完 - 大杉漣
- その他 - 舟津大地、中山由紀、保苅やすこ、大地泰仁、吉田翔、松江健、やまおきあや、唐沢龍之介

### スタッフ
- 原作 - 大門剛明 『罪火』（角川文庫）
- 監督 - 黒沢直輔
- 脚本 - 吉田康弘
- 撮影 - 金澤賢昌
- 録音 - 中前哲夫
- 照明 - 赤津淳一
- 映像 - 高井祐二
- 編集 - 磯貝篤
- 助監督 - 木川学
- スクリプター - 久保田民子
- 選曲 - 合田麻衣子
- 警察監修 - 尾崎祐司
- 取材協力 - NPO法人 被害者加害者対話の会運営センター
- ロケ協力 - 富士の国やまなしフィルムコミッション、甲州市観光課、笛吹市観光課、山梨市観光課、日野市、日野映像支援隊、青梅ロケーションサービス　ほか
- 技術協力 - フォーチュン、ブル
- 装飾 - 京映アーツ
- CG - 長部恭平（日本映像クリエイティブ）
- 音響効果 - 橋本正明(効果屋）
- ポスプロ - アムレック
- チーフプロデューサー - 橋本かおり（テレビ東京）
- プロデューサー - 渡辺一仁（テレビ東京）、椿宜和、山形亮介
- 製作 - テレビ東京、BSジャパン、角川映画